# Maalaea
Maalaea est une census-designated place de l'État d'Hawaï dans le comté de Maui, aux États-Unis, située sur la baie de Ma'alaea. En 2010, la population était de 352 habitants.

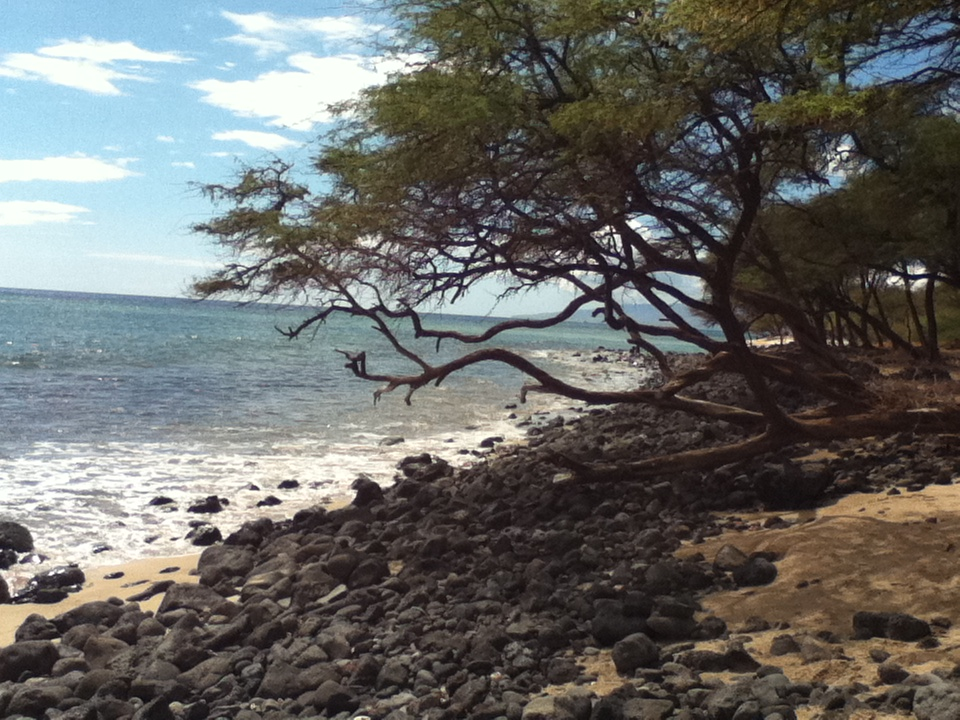
Plage de Maalaea "Coral Gardens", vue vers le nord

## Démographie
| Groupe            | Maalaea | Hawaï | États-Unis |
| ----------------- | ------- | ----- | ---------- |
| Blancs            | 78,1    | 24,7  | 72,4       |
| Asiatiques        | 9,7     | 38,6  | 4,8        |
| Océaniens         | 5,4     | 10,0  | 0,2        |
| Métis             | 3,4     | 23,6  | 2,9        |
| Afro-Américains   | 2,0     | 1,6   | 12,6       |
| Autres            | 1,1     | 1,3   | 6,2        |
| Amérindiens       | 0,3     | 0,3   | 0,9        |
| Total             | 100     | 100   | 100        |
|                   |         |       |            |
| Latino-Américains | 3,7     | 8,9   | 16,7       |

Selon l'American Community Survey, pour la période 2011-2015, 89,4 % de la population âgée de plus de 5 ans déclare parler l'anglais à la maison, 3,1 % déclare parler le persan, 2,4 % le français, 2,1 % le japonais, 1,4 % une langue polynésienne et 0,7 % une autre langue.
| 2000 | 2010 | - | - | - | - |
| ---- | ---- | - | - | - | - |
| 498  | 352  | - | - | - | - |